# Paul-Robert Hertault de Beaufort
Paul-Robert Hertault de Beaufort, né en 1668 à Pignerol (Piémont), mort le 26 août 1745 à Saint-Clar (Gers), est un évêque français.

## Historique familial
Paul-Robert d'Hertault de Beaufort est né dans une famille d'ancienne bourgeoisie originaire du Roussillon, issue de Robert d'Hertault de Beaufort (1625-1669), capitaine au régiment de Pennes, major pour le roi de France, de la ville et de la citadelle de Pignerol, au Piémont.

## Biographie
Docteur en Sorbonne, il a été abbé commendataire de l'abbaye de Forest-Montiers au diocèse d'Amiens et doyen de l’église d’Ypres.

### Évêque de Lectoure
Paulus Robertus Hertault de Beaufort est appelé au siège épiscopal de Lectoure le 8 janvier 1721, confirmé le 23 mars 1722, et il est sacré le 7 juin 1722 à Paris, dans l’église du Val-de-Grâce, par l’archevêque de Bordeaux. 
C’est sous son épiscopat que l’on reconstruit enfin le chœur de la cathédrale, détruit en 1473 et remplacé pendant les deux siècles suivants par un aménagement provisoire. La première pierre est bénite par l’évêque le 27 avril 1745.

### Lutte contre le jansénisme
Sur le plan religieux, c’est le Régent en personne qui lui a confié une mission particulièrement lourde : s’opposer au jansénisme qui triomphe alors dans la ville. Les prédécesseurs de l’évêque, depuis Hugues IV de Bar, sont proches du mouvement janséniste. Louis Pâris-Vaquier de Villiers, un diacre qui est devenu chanoine, puis vicaire général et official désigné par l’évêque Illiers d’Entragues (1718-1720), mort avant son installation à Lectoure, est un des plus actifs propagateurs du mouvement. Il est activement soutenu par le couvent des Carmélites dont la sous-prieure, Gérarde de Rosset, fait preuve d’une grande autorité. 
Hertault de Beaufort arrive donc dans un environnement qui lui est à peu près totalement hostile. Il essaie de se montrer conciliant au début, mais en vient rapidement à des mesures de fermeté. Il démet de leurs fonctions Pâris-Vaquier et les principaux « appelants », qui font appel auprès du Parlement de Toulouse. Menacé d’emprisonnement par lettre de cachet, Pâris-Vaquier s’enfuit à Utrecht. L’évêque s’en prend ensuite au Carmel. La prieure est exilée avec sa sœur à Narbonne, puis revient avec l’appui ferme de l’archevêque de Narbonne. La lutte se poursuit et si l’évêque semble avoir remporté une victoire fragile, l’opposition subsiste. En 1745 un des prébendiers meurt après avoir rétracté son adhésion à la bulle Unigenitus. L’évêque interdit toute cérémonie pour sa sépulture, mais c’est une foule considérable qui se présente. Hertault de Beaufort meurt peu de temps après, en août, et son propre chapitre l’inhume dans une totale discrétion. Son successeur Claude-François de Narbonne-Pelet rétablira la paix dans le diocèse.

## Sources
- Maurice Bordes et Georges Courtès (sous la direction de), Histoire de Lectoure, Lectoure, 1972
- Maurice Bordes (sous la direction de), Sites et Monuments du Lectourois, imprimerie Bouquet, Auch, 1974
- Maurice Bordes, Les principaux évêques de Lectoure, Bulletin de la société archéologique du Gers, Auch, 4e trimestre 1991,